# Château de San Juan Bautista
 (février 2023).
Si vous disposez d'ouvrages ou d'articles de référence ou si vous connaissez des sites web de qualité traitant du thème abordé ici, merci de compléter l'article en donnant les références utiles à sa vérifiabilité et en les liant à la section « Notes et références ».
Pour les articles homonymes, voir San Juan Bautista.
Le château de San Juan Bautista, en espagnol Castillo de San Juan Bautista, aussi appelé Château Noir, est une ancienne forteresse militaire située dans la ville de Santa Cruz de Tenerife (îles Canaries, Espagne).
Situé en plein cœur de la capitale, derrière l'auditorium de Tenerife, le château fort était considéré comme le deuxième plus important de la ville, après le château de San Cristóbal à présent disparu.
Il a été construit de 1641 à 1644 sous la forme d'une tour ronde. Chaque année, en juillet, se déroule une reconstitution de la bataille de Santa Cruz de Tenerife qui eut lieu le 25 juillet 1797, commémorant la tentative avortée de l'amiral Horatio Nelson d'envahir la ville.